# Bridget Powers
Pour les articles homonymes, voir Powers.
Bridget Powers, nom de scène de Cheryl Marie Murphy (née le 11 octobre 1980 à Boise) est une actrice pornographique américaine.

## Biographie
Ses parents divorcent quand elle a un an. À deux ans, elle s'installe à Los Angeles. Atteinte de nanisme (elle mesure 1,14), elle subit plusieurs opérations entre trois et quatorze ans pour corriger les jambes arquées ; les résultats la laissent avec une jambe droite et une qui pointe vers la gauche, Powers doit porter une genouillère. Ses opérations l'amènent à une dépression et à abandonner l'école et à consommer de l'alcool et de la marijuana.
Le 25 janvier 2006, elle donne naissance à un fils, Archer. Le 18 septembre 2019, elle est arrêtée et incarcérée au centre de détention du comté de Clark après avoir poignardé son petit ami Jesse James à la jambe chez elle à Las Vegas.

## Carrière
En 1998, Powers est découverte dans une boîte de nuit gothique par un homme travaillant comme maquilleur pour le cinéma pornographique qui recherche de jeunes actrices amateurs pour la série Dirty Debutantes du producteur porno Ed Powers. Peu de temps après son 18e anniversaire à l'automne 1998, Bridget Powers est dans l'épisode 103 de More Dirty Debutantes avec Ed Powers et Jake Steed comme partenaires de son premier film pornographique.
Selon son propre décompte, elle apparaît dans 65 à 70 films originaux, avec des compilations portant ce chiffre à plus de 110. En plus des rôles hétérosexuels, elle est également dans des scènes lesbiennes et bisexuelles. En 2007, elle s'éloigne des sociétés de productions, car elle souhaite faire des scènes uniquement avec des préservatifs, alors que de nombreux acteurs enlèvent les préservatifs. Dans une interview pour Hollywoodish en 2007, elle avoue une interruption d'un an de l'industrie du porno après avoir contracté une chlamydia. Désabusée par l'exploitation de l'industrie du film porno, elle crée alors son propre site de vidéo à la demande et donne des shows privés de strip-tease comme pour le 22e anniversaire de Rihanna.
Elle participe régulièrement à l'émission de radio Bedtime Stories d'Ed Powers. Elle est la chanteuse du groupe rock Blakkout. En plus de ses rôles dans des films érotiques, elle apparaît dans des films conventionnels.
Elle apparaît dans la série documentaire Cathouse, qui explore la vie des propriétaires, de la direction, du personnel et des clients de la maison close Moonlite BunnyRanch. Sous le nom de Bridget the Midget, elle est dans un épisode de la série Wild West Tech sur History. En 2003, elle a sa propre émission de télé-réalité, The Bridget the Midget Show, sur la chaîne de télévision américaine National Lampoon Network. En 2006, elle est dans un épisode de l'émission de télé-réalité des célébrités de VH1, The Surreal Life. Elle est également dans The Howard Stern Show sur E!.

## Filmographie

### Films conventionnels
- 2002 : Confessions d'un homme dangereux
- 2003 : Temptation
- 2003 : Tiny Tiptoes
- 2006 : Petits suicides entre amis
- 2006 : Cain and Abel
- 2009 : Tucker Max : Histoires d'un serial fucker
- 2010 : Big Money Rustlas
- 2020 :   Tidy Tim's

## Source de la traduction
- (en) Cet article est partiellement ou en totalité issu de l’article de Wikipédia en anglais intitulé « Bridget Powers » (voir la liste des auteurs).